# 霍普夫施塔特格拉本河
49°09′25″N 10°51′32″E / 49.15703°N 10.85894°E
霍普夫施塔特格拉本河（德語：Hopfstattgraben），是德國的河流，位於該國東南部，由巴伐利亞負責管轄，屬於伊格爾斯巴赫河的右支流，河道全長1.1公里，流經阿布斯貝格附近。